# Wereldkampioenschap superbike van Phillip Island 2002
Het wereldkampioenschap superbike van Phillip Island 2002 was de tweede ronde van het wereldkampioenschap superbike en het wereldkampioenschap Supersport 2002. De races werden verreden op 24 maart 2002 op het Phillip Island Grand Prix Circuit op Phillip Island, Australië.

## Superbike

### Race 1
| Pos | Nr  | Rijder               | Constructeur | Rondes | Tijd                | Grid | Punten |
| --- | --- | -------------------- | ------------ | ------ | ------------------- | ---- | ------ |
| 1   | 1   | Troy Bayliss         | Ducati       | 22     | 34:30.102           | 2    | 25     |
| 2   | 2   | Colin Edwards        | Honda        | 22     | +2.469              | 1    | 20     |
| 3   | 11  | Rubén Xaus           | Ducati       | 22     | +10.060             | 6    | 16     |
| 4   | 155 | Ben Bostrom          | Ducati       | 22     | +21.132             | 5    | 13     |
| 5   | 100 | Neil Hodgson         | Ducati       | 22     | +21.218             | 4    | 11     |
| 6   | 14  | Hitoyasu Izutsu      | Kawasaki     | 22     | +37.923             | 7    | 10     |
| 7   | 10  | Gregorio Lavilla     | Suzuki       | 22     | +38.009             | 15   | 9      |
| 8   | 52  | James Toseland       | Ducati       | 22     | +41.138             | 10   | 8      |
| 9   | 9   | Chris Walker         | Kawasaki     | 22     | +50.879             | 14   | 7      |
| 10  | 19  | Lucio Pedercini      | Ducati       | 22     | +1:01.546           | 12   | 6      |
| 11  | 20  | Marco Borciani       | Ducati       | 22     | +1:06.368           | 16   | 5      |
| 12  | 33  | Juan Borja           | Ducati       | 22     | +1:10.180           | 8    | 4      |
| 13  | 99  | Steve Martin         | Ducati       | 22     | +1:16.607           | 13   | 3      |
| 14  | 30  | Alessandro Antonello | Ducati       | 22     | +1:17.881           | 17   | 2      |
| 15  | 46  | Mauro Sanchini       | Kawasaki     | 22     | +1:17.924           | 19   | 1      |
| 16  | 5   | Mark Heckles         | Honda        | 22     | +1:19.230           | 21   |        |
| DNF | 36  | Ivan Clementi        | Kawasaki     | 21     | Uitgevallen         | 20   |        |
| DNF | 12  | Broc Parkes          | Ducati       | 12     | Uitgevallen         | 11   |        |
| DNF | 7   | Pierfrancesco Chili  | Ducati       | 12     | Uitgevallen         | 9    |        |
| DNF | 28  | Serafino Foti        | Ducati       | 10     | Uitgevallen         | 18   |        |
| DNF | 41  | Noriyuki Haga        | Aprilia      | 9      | Uitgevallen         | 3    |        |
| DNF | 68  | Bertrand Stey        | Honda        | 4      | Uitgevallen         | 22   |        |
| DNF | 17  | Alistair Maxwell     | Kawasaki     | 0      | Uitgevallen         | 23   |        |
| DNQ | 23  | Jiří Mrkývka         | Ducati       | 0      | Niet gekwalificeerd |      |        |
| DNQ | 70  | Yann Gyger           | Honda        | 0      | Niet gekwalificeerd |      |        |

### Race 2
| Pos | Nr  | Rijder               | Constructeur | Rondes | Tijd                | Grid | Punten |
| --- | --- | -------------------- | ------------ | ------ | ------------------- | ---- | ------ |
| 1   | 1   | Troy Bayliss         | Ducati       | 22     | 34:35.633           | 2    | 25     |
| 2   | 2   | Colin Edwards        | Honda        | 22     | +2.472              | 1    | 20     |
| 3   | 11  | Rubén Xaus           | Ducati       | 22     | +9.682              | 6    | 16     |
| 4   | 100 | Neil Hodgson         | Ducati       | 22     | +18.913             | 4    | 13     |
| 5   | 155 | Ben Bostrom          | Ducati       | 22     | +18.944             | 5    | 11     |
| 6   | 41  | Noriyuki Haga        | Aprilia      | 22     | +19.573             | 3    | 10     |
| 7   | 52  | James Toseland       | Ducati       | 22     | +32.956             | 10   | 9      |
| 8   | 10  | Gregorio Lavilla     | Suzuki       | 22     | +33.001             | 15   | 8      |
| 9   | 9   | Chris Walker         | Kawasaki     | 22     | +33.085             | 14   | 7      |
| 10  | 33  | Juan Borja           | Ducati       | 22     | +1:01.882           | 8    | 6      |
| 11  | 30  | Alessandro Antonello | Ducati       | 22     | +1:04.203           | 17   | 5      |
| 12  | 46  | Mauro Sanchini       | Kawasaki     | 22     | +1:07.227           | 19   | 4      |
| 13  | 12  | Broc Parkes          | Ducati       | 22     | +1:07.562           | 11   | 3      |
| 14  | 5   | Mark Heckles         | Honda        | 22     | +1:07.794           | 21   | 2      |
| 15  | 36  | Ivan Clementi        | Kawasaki     | 22     | +1:09.403           | 20   | 1      |
| 16  | 68  | Bertrand Stey        | Honda        | 21     | +1 ronde            | 22   |        |
| 17  | 17  | Alistair Maxwell     | Kawasaki     | 21     | +1 ronde            | 23   |        |
| DNF | 14  | Hitoyasu Izutsu      | Kawasaki     | 16     | Ongeluk             | 7    |        |
| DNF | 20  | Marco Borciani       | Ducati       | 15     | Uitgevallen         | 16   |        |
| DNF | 19  | Lucio Pedercini      | Ducati       | 11     | Uitgevallen         | 12   |        |
| DNF | 7   | Pierfrancesco Chili  | Ducati       | 8      | Ongeluk             | 9    |        |
| DNF | 99  | Steve Martin         | Ducati       | 7      | Uitgevallen         | 13   |        |
| DNF | 28  | Serafino Foti        | Ducati       | 6      | Uitgevallen         | 18   |        |
| DNQ | 23  | Jiří Mrkývka         | Ducati       | 0      | Niet gekwalificeerd |      |        |
| DNQ | 70  | Yann Gyger           | Honda        | 0      | Niet gekwalificeerd |      |        |

## Supersport
| Pos | Nr | Rijder               | Constructeur | Rondes | Tijd                | Grid | Punten |
| --- | -- | -------------------- | ------------ | ------ | ------------------- | ---- | ------ |
| 1   | 1  | Andrew Pitt          | Kawasaki     | 21     | 34:18.694           | 1    | 25     |
| 2   | 11 | Piergiorgio Bontempi | Ducati       | 21     | +3.963              | 5    | 20     |
| 3   | 12 | Stéphane Chambon     | Suzuki       | 21     | +8.161              | 2    | 16     |
| 4   | 37 | Katsuaki Fujiwara    | Suzuki       | 21     | +8.531              | 12   | 13     |
| 5   | 3  | Jörg Teuchert        | Yamaha       | 21     | +10.284             | 8    | 11     |
| 6   | 91 | Christian Kellner    | Yamaha       | 21     | +15.056             | 13   | 10     |
| 7   | 13 | Christophe Cogan     | Honda        | 21     | +17.282             | 16   | 9      |
| 8   | 9  | Iain MacPherson      | Honda        | 21     | +17.310             | 7    | 8      |
| 9   | 99 | Fabien Foret         | Honda        | 21     | +20.147             | 3    | 7      |
| 10  | 15 | Alessio Corradi      | Yamaha       | 21     | +21.821             | 17   | 6      |
| 11  | 17 | Chris Vermeulen      | Honda        | 21     | +30.096             | 9    | 5      |
| 12  | 5  | Kevin Curtain        | Yamaha       | 21     | +30.184             | 22   | 4      |
| 13  | 81 | Robert Ulm           | Honda        | 21     | +30.267             | 15   | 3      |
| 14  | 71 | Werner Daemen        | Honda        | 21     | +30.906             | 11   | 2      |
| 15  | 8  | James Ellison        | Kawasaki     | 21     | +37.923             | 10   | 1      |
| 16  | 16 | Gianluca Nannelli    | Ducati       | 21     | +53.324             | 20   |        |
| 17  | 20 | Stefano Cruciani     | Yamaha       | 21     | +57.246             | 19   |        |
| 18  | 28 | Daniel Stauffer      | Yamaha       | 21     | +57.356             | 26   |        |
| 19  | 14 | Diego Giugovaz       | Yamaha       | 21     | +1:22.952           | 23   |        |
| 20  | 44 | Antonio Carlacci     | Yamaha       | 21     | +1:23.508           | 21   |        |
| DNF | 2  | Paolo Casoli         | Yamaha       | 18     | Uitgevallen         | 6    |        |
| DNF | 22 | Damian Cudlin        | Yamaha       | 15     | Uitgevallen         | 24   |        |
| DNF | 7  | Karl Muggeridge      | Honda        | 10     | Uitgevallen         | 14   |        |
| DNF | 30 | Adam Fergusson       | Suzuki       | 8      | Ongeluk             | 18   |        |
| DNF | 69 | James Whitham        | Yamaha       | 1      | Ongeluk             | 4    |        |
| DNF | 33 | Rob Frost            | Yamaha       | 1      | Uitgevallen         | 25   |        |
| DNQ | 19 | Alexander Schlaefke  | Honda        | 0      | Niet gekwalificeerd |      |        |

## Tussenstanden na wedstrijd

### Superbike
| Pos | Nr  | Rijder        | Team    | Punten |
| --- | --- | ------------- | ------- | ------ |
| 1   | 1   | Troy Bayliss  | Ducati  | 100    |
| 2   | 2   | Colin Edwards | Honda   | 69     |
| 3   | 155 | Ben Bostrom   | Ducati  | 53     |
| 4   | 41  | Noriyuki Haga | Aprilia | 50     |
| 5   | 100 | Neil Hodgson  | Ducati  | 45     |

### Supersport
| Pos | Nr | Rijder               | Team     | Punten |
| --- | -- | -------------------- | -------- | ------ |
| 1   | 1  | Andrew Pitt          | Kawasaki | 36     |
| 2   | 12 | Stéphane Chambon     | Suzuki   | 36     |
| 3   | 99 | Fabien Foret         | Honda    | 32     |
| 4   | 91 | Christian Kellner    | Yamaha   | 26     |
| 5   | 11 | Piergiorgio Bontempi | Ducati   | 25     |

1990 · 1991 · 1992 · 1994 · 1995 · 1996 · 1997 · 1998 · 1999 · 2000 · 2001 · 2002 · 2003 · 2004 · 2005 · 2006 · 2007 · 2008 · 2009 · 2010 · 2011 · 2012 · 2013 · 2014 · 2015 · 2016 · 2017 · 2018 · 2019 · 2020 · 2022 · 2023 · 2024 · 2025